# Am I Still Autistic?
Am I Still Autistic?: How a Low-Functioning, Slightly Retarded Toddler Became the CEO of a Multi-Million Dollar Corporation (en français : Suis-je encore autiste ? : Comment un tout-petit à faible fonctionnement, légèrement retardé, est devenu le PDG d'une entreprise multimillionnaire) est une autobiographie d'auto-soutien écrite par le Dr John R. Hall. C'est un compte-rendu de l'expérience de l'autisme à la fois par quelqu'un qui a fait l'objet d'un diagnostic, et en tant que père d'un enfant ayant des besoins spéciaux.

## Arrière-plan
Le livre raconte l'enfance et la vie adulte de Hall, qui s'est fait diagnostiquer un « autisme sévère » avec d'autres problèmes de développement avant l'âge de deux ans. Le livre raconte le parcours de Hall, qui comprend la création de Greenwood & Hall, une société de technologies de l'éducation basée à Santa Ana, en Californie, la naissance du fils de Hall, et la façon dont il vit le diagnostic de l'autisme de son fils.

## Éditions
- (en) Dr John R. Hall, Am I Still Autistic?: How a Low-Functioning, Slightly Retarded Toddler Became the CEO of a Multi-Million Dollar Corporation, Opportunities In Education, LLC., Santa Monica, 2011  (ISBN 978-0615504667)